# Matthew Hegarty
Matthew Hegarty, beter bekend met zijn podiumnaam Matthew And The Atlas, is een Britse folkrock zanger, songwriter en multi-instrumentalist. 

## Biografie
Hegarty begon rond zijn zestiende met het schrijven van liedjes, maar hij ging er pas op zijn 26ᵉ serieus mee aan de slag. Hij begon zijn carrière met zijn eigen akoestieke optredens waarbij hij banjo en gitaar speelde. Samen met pianist Lindsay West en multi-instrumentalist Dave Millar vormde Hegarty de eerste lineup van Matthew And The Atlas. De band werd na het uitbrengen van de EP Scavengers een van de eerste artiesten die tekende bij Communion Records. Tegen het uitbrengen van hun tweede studioalbum Temple had de band een vaste lineup. Samen met artiesten als The Shivers, Mumford and Sons, Bear’s Den en Civil Wars toerde hij zijn vroegere albums door Europa en de Verenigde Staten. In zijn muziek combineert Hegarty meer traditionele akoestische muziek met hedendaagse elektronische elementen.

## Discografie

### Albums
- Other Rivers (2014)
- Temple (2016)
- Temple (Unplugged) (2016)
- Morning Dancer (2019)
- Morning Dancer (Unplugged) (2019)
- This Place We Live (2023)

### Ep's
- Scavengers (2009)
- To The North (2010)
- Kingdom Of Your Own (2010)
- The Fisherman's Wife (Tour EP) (2011)
- Palace EP (2017)
- Cali EP (2018)
- An Afternoon In Winter (Mahogany Sessions) (2020)

### Singles
- Pale Rose Sun (2014)
- Nowhere Now (2014)
- On A Midnight Street (2016)
- Temple (2016)
- Elijah (2016)
- Palace (2017)
- A Long Year (2017)
- Cali (2018)
- Seventeen (2018)
- Pyres (2019)
- Plaything (2019)
- Calling Long Distance (2019)
- White Bird (2019)
- Pale Rose Sun (2019)
- Halo & Begin Again (Unplugged) (2019)
- Waging A War & High Fire (Unplugged) (2019)
- Low & Pyres (Unplugged) (2019)
- Because The Night (Mahogany Sessions) (2020)
- Palace (Mahogany Sessions) (2020)
- Palace (Gavin Moss Remix) (2022)
- December (Demo) (2022)
- Folding Unfolding (2023)
- Nineteen (2023)
- This Place We Live (2023)